# 汀夏子
汀 夏子（みぎわ なつこ、1946年12月21日 - ）は、女優・タレントで元宝塚歌劇団雪組トップスター。大阪市出身。
本名：宮本 順子（みやもと じゅんこ）。血液型O型。公称身長163センチ。大阪女学院中学校出身。愛称は本名からジュンコ、ジュンちゃん。

## 略歴
- 1962年、宝塚音楽学校に入学。同期に女優の鳳蘭（元星組トップスター）。朝みち子（1986年〜1990年に月組組長）。元政治家でタレントの但馬久美（1983年〜1986年に花組組長）、同じくタレントの八方まつみ（元雪組および星組主演娘役・後の大原ますみ）。竹生沙由里（元花組主演娘役）らがいる。
- 1964年、宝塚音楽学校を卒業。同年、宝塚歌劇団に50期生として首席[1]で入団。雪組公演『花のふるさと物語[1]』で初舞台を踏む。
- 1965年3月20日[1] 雪組配属。初舞台からわずか10か月後に『港に浮いた青いトランク』で準主役に抜擢される。
- 1968年、『一寸法師』で初主演。
- 1970年、『バレアナの微笑み』で主演。1年上級生の郷ちぐさと共に雪組トップスターとなる。
- 1972年、郷の退団に伴い雪組トップスター単独就任。
- 1975年、雪組版『ベルサイユのばら』にオスカル役で出演。

アンドレに抜擢された麻実れいと共に雪組版ベルばらを大成功に導き、榛名由梨・安奈淳・鳳とともに「ベルばら四強」の異名をとった。
汀トップ時代の代表作には『ベルばら』の他に『星影の人』（沖田総司）、『風と共に去りぬ』（汀：スカーレット、麻実：レット・バトラー）、『丘の上のジョニー』、『あかねさす紫の花』（汀：大海人皇子、麻実：中大兄皇子）などが存在する。
『ベルばら』直後に上演された『星影の人』では、上演劇場の新宿コマ劇場は連日超満員で当劇場の観客動員新記録を樹立するなど、1970年代後半の宝塚歌劇を牽引する存在となった。
- 1980年8月31日[1]、研17（宝塚用語で入団17年目）にして宝塚歌劇団を退団。最終出演公演の演目は雪組・東京宝塚劇場公演『去りゆきし君がために[1]』。
- 宝塚退団後は、コンサートやディナーショーを中心に、テレビ、ラジオ、講演などタレントとしても幅広く活動している。
- 2014年、古巣・宝塚歌劇団の創立100周年を記念して設立された『宝塚歌劇の殿堂』最初の100人のひとりとして殿堂入り[2][3]。前述の「ベルばら四強」といわれた汀・榛名・安奈・鳳の四人と、麻実は殿堂入りの栄誉に浴している[4]。

## 主な出演作品

### 宝塚歌劇団時代の主な舞台
1964年
- 3月27日〜5月5日『花のふるさと物語』（初舞台）（雪組）（宝塚大劇場）
- 6月2日〜6月28日『レビュー・オブ・レビューズ』（専・月・星合同）（宝塚大劇場）
- 9月2日〜9月29日『狐貉狸さん』コーラス、『世界は一日』ワルツの男ほか（花組）（宝塚大劇場）
- 12月3日〜12月27日『海に生きる』歌う男ほか、『ブロードウェイ・テンペスト』（雪組）（宝塚大劇場）

1965年
- 1月29日〜2月28日『楊妃と梅妃』竜船岐、『港に浮いた青いトランク』次郎（雪組）（宝塚大劇場）
- 7月1日〜8月2日『奥の細道』歌う武士ほか、『グッドバイ海賊』海賊（星・雪合同）（宝塚大劇場）
- 9月2日〜9月30日『伊豆の頼朝』佐々木高綱、『ゴールデン・シャドウ』トニー（雪組）（宝塚大劇場）

1966年
- 3月2日〜3月23日『藍と白と紅』太刀踊りほか、『ああそは彼の人か』踊る紳士（雪組）（宝塚大劇場）
- 4月28日〜5月31日『南蛮屏風』秋彦、『春風とバイオリン』ハンス（雪組）（宝塚大劇場）
- 10月1日〜10月27日『紫式部』後冷泉天皇、『ラブ・ラブ・ラブ』歌うトリオ（雪組）（宝塚大劇場）

1967年
- 3月2日〜3月23日『忘れじの歌』ビリー、『タカラジェンヌに乾杯！』（雪組）（宝塚大劇場）
- 4月28日〜5月31日『おてもやん』勘太、『世界はひとつ』ギターの男ほか（雪組）（宝塚大劇場）
- 9月1日〜9月28日『花のオランダ坂』丈吉、『シャンゴ』踊る男ほか（雪組）（宝塚大劇場）

1968年
- 3月1日〜3月26日『藤花の宴』百合麿、『シャンゴ』歌う男ほか（雪組）（宝塚大劇場）
- 6月29日〜7月29日『トリスタンとイゾルデ』吟遊詩人、『愛と夢とパーティ』令息（雪組）（宝塚大劇場）
- 12月3日〜12月26日『一寸法師』一寸法師、『タカラヅカ'68』王子ほか（雪組）（宝塚大劇場）

1969年
- 2月1日〜2月27日『祭』祭りの男ほか、『ハムレット』ギルデンスターン（雪組）（宝塚大劇場）
- 5月31日〜7月3日『回転木馬』イノック・ジュニア（雪組）（宝塚大劇場）
- 10月2日〜10月29日『能登の恋歌』留吉、『ラブ・パレード』士官（雪組）（宝塚大劇場）

### トップ時代
1970年
- 3月14日〜4月14日『四季の踊り絵巻』踊る若衆ほか、『ハロー！タカラヅカ』歌う男（雪組特出）（宝塚大劇場）
- 5月28日〜7月1日『春ふたたび』与五、『フォリー・タカラジェンヌ』青年（雪組）（宝塚大劇場）
- 10月2日〜10月27日『パレアナの微笑み』ジミー（雪組）（宝塚大劇場）

1971年
- 1月1日〜1月28日『紅梅白梅』曽我五郎、『シンガーズ・シンガー』歌う男（雪組）（宝塚大劇場）
- 4月28日〜5月27日『ペーター一世の青春』ペーター・イワノフ、『ジョイ！』歌う紳士ほか（雪組）（宝塚大劇場）
- 9月30日〜10月28日『江戸っ子三銃士』大川新兵衛、『サンライズ・アゲイン』若者（雪組）（宝塚大劇場）

1972年
- 3月25日〜4月26日『かぐら』火の命ほか、『ザ・フラワー』少年ほか（雪組）（宝塚大劇場）
- 6月1日〜6月29日『星のふる街』西行、『ジューン・ブライド』歌う花婿（雪組）（宝塚大劇場）
- 10月3日〜10月31日『落葉のしらべ』参吉、『ノバ・ボサ・ノバ』オーロ（雪組）（宝塚大劇場）
- 12月2日〜12月12日『シャイニング・ナウ！』（四組合同）（宝塚大劇場）

1973年
- 2月1日〜2月27日『れんげ草』新六、『愛のラプソディ』青年ほか（雪組）（宝塚大劇場）
- 6月30日〜7月26日『竹』三高生、太郎べほか、『カンテ・グランデ』マノロ（雪組）（宝塚大劇場）
- 11月1日〜12月2日『たけくらべ』信如、『ラブ・ラバー』ジュンチャーノ（雪組）（宝塚大劇場）

1974年
- 2月28日〜3月21日『花聟くらべ』太郎冠者、『ロマン・ロマンチック』ルンペン（雪組）（宝塚大劇場）
- 5月28日〜6月25日『若獅子よ立髪を振れ』岡本浩太郎、『インスピレーション』パピリヨン（雪組）（宝塚大劇場）
- 11月29日〜12月15日『ファンキー・ジャンプ (宝塚歌劇)』歌手ほか（雪組）（宝塚大劇場）

1975年
- 2月1日〜2月27日『フィレンツェに燃える』アントニオ、『ザ・スター』歌う男ほか（雪組）（宝塚大劇場）
- 8月13日〜9月30日『ベルサイユのばら』オスカル・フランソワ・ド・ジャルジェ（雪組）（宝塚大劇場）

1976年
- 1月1日〜2月17日『白鷺の詩』橘光信、『ムッシュ・パピヨン』カルロス（雪組）（宝塚大劇場）
- 6月25日〜8月10日『星影の人』沖田総司、『Non、Non、Non』ナイーブ（雪組）（宝塚大劇場）

1977年
- 2月18日〜3月23日『鶯歌春』趙永徳、『マンハッタン・ラグ』（雪組）（宝塚大劇場）
- 7月1日〜8月9日『あかねさす紫の花』大海人皇子、『ザ・レビュー』夢人ほか（雪組）（宝塚大劇場）

1978年
- 1月1日〜2月14日『風と共に去りぬ』スカーレット・オハラ（雪組）（宝塚大劇場）
- 6月30日〜8月8日『丘の上のジョニー』ジョニー、『センセーション！』歌手ほか（雪組）（宝塚大劇場）

1979年
- 1月1日〜2月13日『春風の招待』ギスターブ、ジョルジュ、『ハロー！ホリデー』ザ・ボーイ（雪組）（宝塚大劇場）
- 8月10日〜9月25日『朝霧に消えた人』立花尚二郎、『オールマン・リバー』水兵ほか（雪組）（宝塚大劇場）

1980年
- 2月15日〜3月25日『去りゆきし君がために』ジュリオ（雪組）（宝塚大劇場）
- 4月5日〜4月13日『スター・ザ・サンシャイン』（雪組）（宝塚バウホール）

### 宝塚歌劇団退団後の主な舞台
1981年 
- 3月　リサイタル『汀夏子　IN PERSON』（東京渋谷公会堂）
- 4月　リサイタル『汀夏子　IN PERSON』（大阪フェスティバル）
- 6月　新曲発表コンサート（東京郵便貯金会館）
- 9月　女剣劇『舞台はまわる』（東京宝塚劇場）

1982年 
- 2・3月　民音ミュージカル『楼蘭』（日本全国15ヶ所）
- リサイタル『汀夏子　IN PERSON』（東京渋谷公会堂）
- リサイタル『汀夏子　IN PERSON』（大阪フェスティバル）
- 5月　ミュージカル“雨の夏、三十人のジュリエットが還ってきた”（日生劇場）
- 8月　ブロードウェイミュージカル『回転木馬』（西武劇場）

1983年 
- 2・3月　民音ミュージカル『炎の妖精』（日本全国12ヶ所）
- リサイタル『汀夏子　IN PERSON』（中野サンプラザ）
- リサイタル『汀夏子　IN PERSON』（大阪フェスティバル）
- 7・8月　ミュージカル『マリウス』（シアターアプル）
- 9月　服部克久とゆかいな仲間達（本多劇場）
- 10月 東宝演劇祭り『天正女合戦　和歌の浦』（東京宝塚劇場）

1984年 
- 9月『汀夏子の招待夢』（シアターアプル）

1985年 
- 5月『汀夏子の不思議の国・ピンキー・スプーン・ダンス』（博品館劇場）
- 8・9月『汀夏子の招待夢II』（シアターアプル）

1986年 
- 1・2月 民音ミュージカル『楼蘭』（日本全国19ヶ所）
- 4月 ミュージカル『さよならアラン』（シアターアプル）
- 6月 女剣劇『舞台はまわる』（大阪新歌舞伎座）
- 11月 『椿姫』（帝国劇場）

1987年 
- 5月『ボーイング・ボーイング』（パルコ劇場）
- 10月リサイタル『汀夏子　NEWYORK DREAMING』（三越劇場）

1988年 
- 1月『有頂天時代』（銀座セゾン劇場）
- 5月『おかしな二人』（博品館劇場）
- 6月『おかしな二人』（大阪近鉄劇場）
- 12月『ドン・ジョヴァンニ』（銀座セゾン劇場）

1989年 
- 2月 十夜連続大音楽会『宝塚とその魅力』（サントリーホール）
- 4月 NLT主催『コンフュージョンズ』
- 10月『花小袖清次』『秋空のプレリュード』（大阪新歌舞伎座）

1990年 
- 4月　神津善行傑作音楽会90’（オーチャードホール）
- 6月 『バス・ストップ』（博品館劇場）

1991年 
- 6月『結婚披露宴』（東京全日空ホテル）
- 7・8月『女たちの十二夜』（池袋サンシャイン劇場、新神戸オリエンタル劇場・他）
- 9月　佐々木隆子先生のタップリサイタル

1992年 
- 4月 ミュージカル『アニー』（青山劇場）
- 6月 『ジャンコクトー・美男薄情』（大阪キリンプラザ）
- 8月 ミュージカル『アニー』（大阪近鉄劇場）

1993年
- 3月『おかしな二人』（博品館劇場）
- 4月『おかしな二人』（新神戸オリエンタル劇場）
- 8月 NLT主催『女房という他人』

1994年 
- 3月〜12月 NLT主催『女房という他人』

1995年 
- 3月〜5月 NLT主催『女房という他人』

1996年 
- 3月　佐々木隆子先生の追悼公演
- 11月『二代目はん』（新歌舞伎座）

1997年 
- 6月 劇団俳小『上杉鷹山』
- 9月『迷子の天使たち』（北海道公演）
- 11・12月 劇団俳小『上杉鷹山』（長野・他）

1998年 
- 5月　佐々木準先生記念コンサート（東邦生命ホール）
- 11月『じゅんことハチDeSHOW』（ワッハホール）

1999年 
- 1月『ブギウギ時代』（大阪新歌舞伎座）
- 2月 劇団俳小『上杉鷹山』（北海道公演）
- 3月 『ノバ・ボサ・ノバ』前夜祭（宝塚大劇場）
- 4月 『ブギウギ時代』（新宿コマ劇場）
- 7月『東京パリ祭』（銀座ガスホール）
- 7月『シャンソンフェスティバル』（九州）
- 8月 朗読劇『広島ガールズ』（新宿文化センター）
- 9月 ポケットミュージカル『電話』（亀有リリカホール）
- 10月『懐かしの映画音楽アルバム』（新宿厚生年金会館）

2000年 
- 1月 神戸震災復興チャリティー『永遠のタカラジェンヌ』（神戸文化ホール）
- 2月『ボンジュールシャンソン』（仙台電力ホール）
- 2月 寺田瀧雄『宝塚わが愛』（東京宝塚劇場）
- 3月 寺田瀧雄『宝塚わが愛』（宝塚大劇場）
- 3月『民謡のふるさと』（東京）
- 4月 劇団俳小『上杉鷹山』（九州）
- 5月 ポケットミュージカル『電報』（相模大野）
- 7月『藤倉学園チャリティーショー』（日本青年館）
- 8月『演劇人祭』（東京歌舞伎座）

2001年 
- 1月 宝塚ホームカミング『逸翁デー・スペシャル』（東京宝塚劇場）
- 2月 フードピア2001『食談』（金沢・金茶寮）
- 3月『ベルサイユのばら』前夜祭（東京宝塚劇場）
- 4月 宝塚OG公演『桜祭狸御殿』（新宿コマ劇場・梅田コマ劇場）
- 5月『永遠のタカラジェンヌ・トークショーIN淡路島』（プチホテル・みゆき）
- 7月『藤倉学園チャリティーショー』（日本青年館）
- 7月『永遠のタカラジェンヌパートIII』（神戸文化ホール）
- 8月 日韓親善公演『釜山で日本の歌姫に会おう!!』（釜山ロッテホテル）
- 9月『ベルサイユのばらメモランダム』（宝塚大劇場）
- 10月『トーク&ソング　ショー』（大阪MBSスターシップ）
- 10月『昨日・今日・明日　ああ結婚』（新宿シアタートップス）
- 12月『ブリリアント〜光輝くレディたち』（青山劇場）

2002年 
- 1月 宝塚ホームカミング『逸翁デー』（宝塚大劇場）
- 8月『西遊記』（梅田コマ劇場）
- 9月 東京會舘80周年記念（東京會舘）
- 9月 佐久ミュージカル『Viajero〜旅人の風』（長野県勤労者福祉センター）
- 11月『深緑夏代と弟子達のコンサート』（新橋ヤクルトホール）
- 12月『ハートフルチャリティコンサート（ユネスコ）』（新宿朝日生命ホール）

2003年 
- 5月『宝塚愛の歌　Cing De Luxe』（グランパシフィックメリディアン）
- 7月『寺田瀧雄メモリアルコンサート』（芝メルパルクホール）
- 12月『ファニーレディ ゆかいなご婦人たち』（青山劇場）

2004年 
- 3月 ホットライフミュージカル『のど自慢』（御園座）
- 6月『Mister Kelly's Spcial Live 1』（サンガーデン堂島）
- 8〜12月 市民ミュージカル『Viajero〜旅人の風』（足利・群馬・青森・三重・秋田）
- 11月 ヒューマンコメディ『セメタリー倶楽部』（ル・テアトル銀座）
- 11月 宝塚90周年記念『ベルサイユのばら 30』（東京宝塚劇場）

2005年 　
- 2月『ファニーレディ ゆかいなご婦人たち』（青山劇場）
- 2月『はーとふるはんど手話劇 お月さま笑った』（三越劇場）
- 4月〜5月 宝塚OG公演『桜絵巻狸源氏・ショーイズオン』（梅田芸術劇場・新宿コマ劇場・中日劇場）
- 6月『Mister Kelly's Special Live 2』（サンガーデン堂島）
- 9月 天童よしみ公演『姫様お役者道中』（大阪新歌舞伎座）
- 10月『佐久市民ミュージカル ショー』（佐久市コスモホール）

2006年 　
- 2月 天童よしみ公演『姫様お役者道中』（東京新宿コマ劇場）
- 5月 天童よしみ公演『姫様お役者道中』（名古屋御園座）
- 7月『Mister Kelly's Special Live 3』（三井ガーデンホテル大阪堂島）
- 7月『アプレTAKARAZUKA VOL IV』（草月ホール）
- 9月 天童よしみ公演『紅頭巾参上』（大阪新歌舞伎座）
- 11月『スペシャルナイト』（テアトロ・スンガリー青山）

2007年 　
- 2月『眞帆志ぶきとステキな仲間達』（青山劇場）
- 2月『フードピア2007 食談』（金沢・大友楼）
- 4月『アプレTAKARAZUKA VOL V』（九州・大野城まどかぴあ）
- 6月 天童よしみ公演『紅三度笠』（大阪新歌舞伎座）
- 7月 アプレTAKARAZUKA VOL V』（草月ホール）
- 8月『Mister Kelly's Special Live 4』（ホテルビスタプレミオ堂島）
- 9月 天童よしみ公演『紅三度笠』（東京新宿コマ劇場）
- 10月『時空 ダンディズム』（シアター BRAVA!）
- 11月『星野哲郎アンソロジー いろはにそらしど』（ル・テアトル銀座）
- 12月『パッショネートライブ』（STB139）

2008年 
- 1〜2月 ヒューマンコメディ『セメタリー倶楽部』（関東・四国・関西地方公演）
- 3月 天童よしみ公演『紅頭巾パート2 弁天小僧』（大阪新歌舞伎座）
- 6月『Mister Kelly's Special Live 5』（ホテルビスタプレミオ堂島）
- 6月『スペシャルライブ 東京』（サン・ミケーレ）
- 7月『ありがとう大井川町 そして未来へ』（大井川町文化会館ミュージコ）
- 8月 音楽劇『赤毛のアン』（兵庫芸術文化センター(中)）
- 8月 四川大震災『心のチャリティーコンサート』（兵庫芸術文化センター(大)）
- 9月『ドラマティックコンサート』（石川県音楽堂）
- 10月『夢の花咲く頃 II』（新神戸オリエンタル劇場）
- 11月 チャリティー10周年『甦る懐かしの歌』（青山劇場）

2009年 
- 2月『佐々木隆子 Presents Special Live』（STB139）
- 3月 天童よしみ公演『紅頭巾パート2 弁天小僧』（名古屋御園座）
- 5月 大阪女学院125周年『総会』（大阪女学院ヘールチャペル）
- 5月『Mister Kelly's Special Live 6』（ホテルビスタプレミオ堂島）
- 6月 宝塚歌劇95周年記念『百年への道』（宝塚大劇場）
- 6月 スペシャルライブ 2（東京 サン・ミケーレ）
- 11月 演劇フォーラム『ベルサイユのばら35周年』（東京宝塚劇場）

2010年 
- 1月 新春シャンソンショー（ビルボードライブ大阪）
- 3月 戦国シェイクスピア『SHINGEN〜風林火山落日〜』（あうるすぽっと(東池袋))
- 5月『Mister Kelly's Special Live 7』（ホテルビスタプレミオ堂島）
- 6月 スペシャルライブ 3（東京・サンミケーレ）
- 7月 没10周年追悼『寺田瀧雄メモリアルコンサート』（東京宝塚劇場）
- 8月『宝塚100周年に向けて〜私が語る宝塚〜』（太閤園）

2011年 
- 1月『勢揃い清水港〜次郎長三国史〜』（銀座博品館劇場）
- 5月『Mister Kelly's Special Live 8』（ホテルビスタプレミオ堂島）
- 6月『スペシャルライブ 4』（東京 サン・ミケーレ）
- 7月 藤倉学園チャリティー『宝塚ファミリーショー』（ル・テアトル銀座）
- 9月 逸翁コンサート（逸翁記念館・マグノリアホール）

2016年
- 10月 音楽劇『赤毛のアン』（東京国際フォーラム）リンド夫人 [5]

### ディナーショー
- 1980年11月　新阪急ホテル
- 1981年
  - 3月　帝国ホテル
  - 10月　新阪急ホテル
  - 11月　神戸ポートピアホテル
- 1982年 
  - 1月　帝国ホテル・大阪ロイヤルホテル
  - 12月　帝国ホテル
- 1983年 
  - 3月　大阪プラザホテル
  - 12月　帝国ホテル
- 1984年6月　ザ・ホテル・ヨコハマ
- 1985年 
  - 6月　ザ・ホテル・ヨコハマ
  - 12月　千葉ホテル・ニューツカモト・ホテル日航大阪・広島グランドホテル・帝国ホテル
- 1986年 
  - 5月　ザ・ホテル
  - 12月　帝国ホテル
- 1987年12月　博多都ホテル・ホテルニューオータニ大阪
- 1989年 
  - 3月　 広島グランドホテル
  - 4月　磐田 グランドホテル
- 1990年 
  - 1月　サンシャインシティプリンスホテル『汀夏子Newyearに歌う』
  - 12月　唐津・佐賀・柳川・佐世保
- 1993年 
  - 2月　宝塚『サラブレッド・ドゥ』
  - 5月　赤坂東急ホテル
  - 7月　新阪急ホテル
  - 12月　湘南ホテル・琵琶湖ホテル・船橋サンガーデン
- 1994年 
  - 4月・5月 『TV JUNCTIONライブショー』
  - 6月 『日比谷アクトレスライブショー』
  - 8月　台湾
  - 8月　新神戸オリエンタルホテル
  - 12月　横浜グランドインターコンチネンタルホテル・宝塚ホテル
- 1995年 
  - 4月・8月 『日比谷アクトレスライブショー』
  - 12月　宝塚ホテル
- 1996年 
  - 3月　東京プリンスホテル
  - 7月　東京會舘
  - 8月　東京ベイヒルトンホテル
  - 9月　ホテル日航東京ベイ
  - 11月 『クイーンアリスライブショー』
- 1997年 
  - 7月　東京會舘
  - 11月　宝塚ワシントンホテル
  - 12月　大阪会館・東京
- 1998年 
  - 7月　ホテルモントレグラスミア　
  - 8月　東京會舘
  - 10月 『東海倶楽部ライブショー』
  - 11月 『大阪東急ホテルライブショー』
  - 12月　ホテルインターコンチネンタル
- 1999年 
  - 6月　横浜ロイヤルパークホテル
  - 8月　東京會舘
  - 12月　ホテルアイボリー・富山・ホテルインターコンチネンタル東京
- 2000年 
  - 8月　東京會舘
  - 8月　パリ・ベルサイユ宮殿
  - 12月　東京會舘・ホテルグランヴィア大阪
- 2001年 　
  - 8月　東京會舘
  - 8月『ジェームス三木ディナーショー』
  - 12月　新大阪ワシントンプラザ・東京第一ホテル
- 2002年 
  - 3月　横浜ベイシェラトン
  - 10月　リーガロイヤルホテル・パイロットクラブ
  - 11月　リーガロイヤルホテル・医師会
  - 12月　新大阪ワシントンプラザ・東京第一ホテル
- 2003年 
  - 2月　ホリディイン横浜・パイロットクラブ
  - 8月　東京會舘
  - 8月 『ジェームス三木ディナーショー』
  - 10月 『スペシャルディナーショー』
  - 12月　ホテルKKR大阪・東京第一ホテル
- 2004年 　　
  - 8月　東京會舘
  - 12月　新大阪ワシントンプラザ・東京會舘
- 2005年 　　
  - 8月　東京會舘
  - 12月 東京會舘・大阪全日空ホテル
- 2006年
  - 12月　赤坂プリンスホテル　
  - 12月　ホテル函館ロイヤル　＊八名信夫と悪役商会
- 2007年 　
  - 4月　東京會舘
  - 11月　ホテルモントレ大阪
- 2008年 　
  - 11月　東京會舘　
  - 12月　ホテルモントレ大阪
- 2009年 　
  - 11月　東京會舘　＊共演者はえまお　
  - 12月 『The Westin Winter Special Nights 2009』＊共演者はえまお
- 2010年 　　
  - 9月 『池袋サンシャイン AuxAmis59』
  - 11月　東京會舘
  - 12月 『The Westin Winter Special Nights 2010』
- 2011年 　 
  - 11月　東京會舘・鎌倉パークホテル　
  - 12月 『The Westin Winter Special Nights 2011』

### テレビドラマ
- 吉宗評判記 暴れん坊将軍 （ANB）
  - 第61話「春の嵐に散った恋」（1979年）  - 雪姫
  - 第166話「鈴に誓った前髪剣法」（1981年）  - 桂木弥栄
- 銭形平次（CX）
  - 第701話「花の若衆変化」（1980年）  - おせん
  - 第761話「花の若衆仁義」（1981年）  - お葉
  - 第888話「ああ十手ひとすじ!!八百八十八番大手柄 さらば我らの平次よ永遠に」（1984年）  - お夏
- 桃太郎侍 第223話「娘剣法一番勝負」（1981年、NTV） - 中西美奈
- ママたちが戦争を始めた!（1985年、NTV） - 西原美保
- 水曜シリーズドラマ「存在の深き眠り」（1986年、NHK）
- 月曜ドラマランド「原宿初恋探偵社」（1987年、CX）
- 男と女のミステリー「女が家を買うとき」（1988年、CX）
- 木曜ゴールデンドラマ「女優時代」（1988年、YTV）
- 金田一耕助の傑作推理 死神の矢（1989年、TBS）
- 女が会社を作るとき（1989年、CBC） - 主演
- さすらい刑事旅情編II 第22話「湯けむり別府・女風呂に消えた完全犯罪」（1990年、ANB）
- 水曜グランドロマン「女房という他人」（1990年8月、NTV）
- 火曜サスペンス劇場「顔のない告発者」（1990年9月、NTV系・アズバーズ）
- ドラマスペシャル「シンデレラボーイは歌えない」（1990年、TX）
- 七人の女弁護士 第1シリーズ 第6話「美人外科医の完全犯罪!暴かれたスキャンダル」（1991年、ANB） - 如月あつ子
- 代表取締役刑事 第31話「誰が為に鐘は鳴る」（1991年、ANB）
- 大岡越前 第13部 第13話「母は凶賊さみだれお仙」（1993年2月8日、TBS / C.A.L） - お久
- サイコメトラーEIJI CASE4「狙われたアイドル」（1997年、NTV） - 荒井弓子
- ぼくらの勇気 未満都市 第10話「最後の勇気」（1997年、NTV）
- 新・部長刑事 アーバンポリス24 第342話「神戸・北野坂の女」（1998年、ABC）
- 葵 徳川三代（2000年、NHK大河ドラマ）-　芳春院
- お登勢（2001年、NHK） - はま 役

### その他のテレビ番組
- ヒラメキ大作戦（レギュラー）
- ザ・対決!（レギュラー）
- 霊感ヤマカン第六感（不定期・女性軍の先鋒（関西代表））
- クイズ!年の差なんて（不定期）
- いいものがたり（テレビショッピング）（TOKYO MX、不定期）

### ラジオ番組
- マツダサンデーラウンジ ようこそ汀夏子です（ABCラジオ）
- VAPOUT - 1981年頃に放送された三ツ矢雄二とのトーク番組。提供はアニメ雑誌の『月刊OUT』とバップ。

### 映画
- 極道の妻たち（1986年、東映）
- 善人の条件（1989年、松竹） - 渚ちどり
- 落陽（1992年、日活） - 李梅

### 吹き替え
- ベルサイユのばら（1979年、日仏合作の実写映画） - オスカル（カトリオーナ・マッコール）

## 著書
- 『星のメモワール』二見書房 1977